# Motrunkî, Ciudniv
Motrunkî (în ucraineană Мотрунки) este un sat în comuna Molocikî din raionul Ciudniv, regiunea Jîtomîr, Ucraina.

## Demografie
Componența lingvistică a localității Motrunkî
     Ucraineană (99,36%)
     Alte limbi (0,64%)
Conform recensământului din 2001, majoritatea populației localității Motrunkî era vorbitoare de ucraineană (99,36%), existând în minoritate și vorbitori de alte limbi.